# Abondant
Abondant è un comune francese di 2 146 abitanti situato nel dipartimento dell'Eure-et-Loir nella regione Centro-Valle della Loira.

## Società

### Evoluzione demografica
Abitanti censiti